# Ebenezer Chapel (Hastings)
De Ebenezer Strict and Particular Baptist Chapel is een voormalige Strict Baptist kapel aan de Ebenezer Road in het Engelse Hastings, East Sussex. De kapel is gebouwd in 1807 op initiatief van David Fenner. Bij de census van 1851 telde de kerk 280 zitplaatsen en werd gemiddeld door circa 200 kerkgangers bezocht.
In de 19e eeuw groeide de gemeente fors, waardoor diverse verbouwing nodig waren, onder meer in 1872, 1882 and 1886. Bij een van deze uitbreidingen werd de neoklassieke voorgeven aangebracht. In 1882 werd er ook een klaslokaal bijgebouwd. Deze groei staat in contrast met de terugloop in de 20e eeuw. In de jaren 90 van de 20e eeuw werd hier de laatste kerkdienst gehouden. De kapel is verbouwd tot woonhuis, hoewel veel originele elementen van de kerk nog zichtbaar zijn in het interieur. Hastings is niet de enige Strict Baptist kapel die de laatste jaren is gesloten en verbouwd tot woonhuis, dit is ook gebeurd met de Strict Baptist kapellen in Burgess Hill, Newick, Hadlow Down, Bolney, Southover, Pell Green Rye en Shover's Green).
In 1951 is de kerk geplaatst als Grade II op de lijst van English Heritage; Deze definieerde de kapel als nationally important building of special interest.